# Revox
ReVox (con el logotipo REVOX) es una marca registrada por la compañía Studer el 27 de marzo de 1951, con el fin de denominar a sus equipos de sonido fabricados en Suiza e ideados para aficionados a la alta fidelidad.

## Historia
Los primeros magnetófonos grabadores diseñados por Studer se denominaron Dynavox. Pero tras la primera producción de grabadoras Dynavox, en 1950 se fundó una nueva empresa de marketing llamada ELA AG. Revox se adoptó como la marca para las grabadoras destinadas a los aficionados a la alta fidelidad, mientras que las máquinas profesionales conservaron el nombre de Studer.
La primera grabadora de cinta Revox fue la T26, de 1952, sucesora de la Dynavox 100. Este magnetófono también se comercializó como unidad combinada de radio y grabadora. En total se fabricaron 2.500 grabadoras T26, con un precio de 1.395,00 francos suizos.
La A36, la primera grabadora de la serie 36, salió al mercado en 1954. Entre sus características inusuales para la época se encontraban el funcionamiento mediante pulsadores equipados con solenoides y un accionamiento directo tipo capstan sin poleas ni ruedas guía.
La B36 de 1956 fue el primer modelo de 3 cabezales, mientras que la D36 de 1960 fue el primer modelo estéreo.

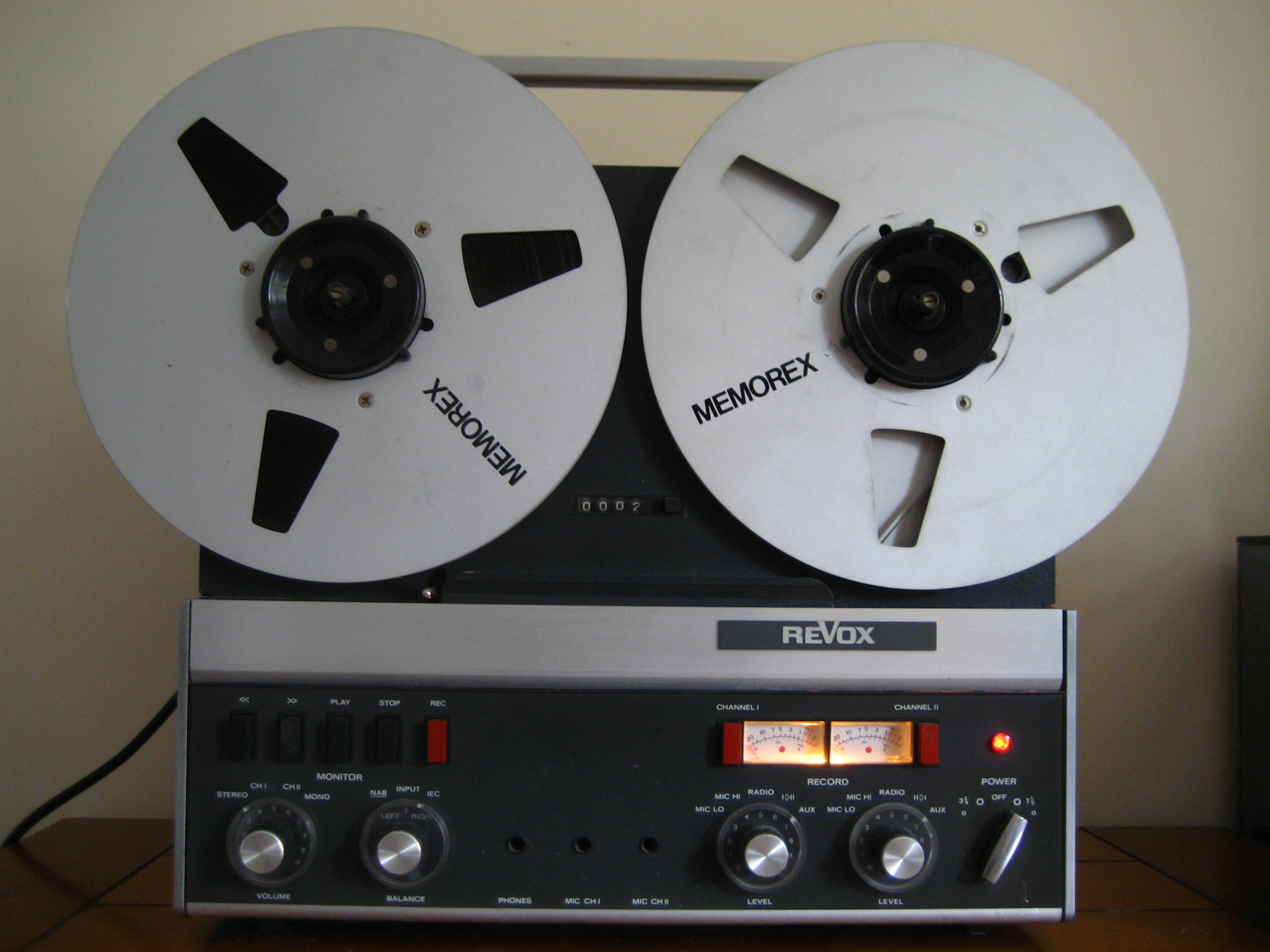
Revox A77 (1967-1977)

Revox PR99 Mk II, una grabadora de cinta de 1/4 de pulgada (fabricada aproximadamente en 1985)

La empresa se trasladó en 1966 a Löffingen y a Bonndorf (ambas localidades en Alemania Occidental), debido a problemas laborales en Suiza. Pero en 1967 se inició la construcción de una segunda fábrica en Regensdorf, Suiza, que no se inauguró hasta 1968.

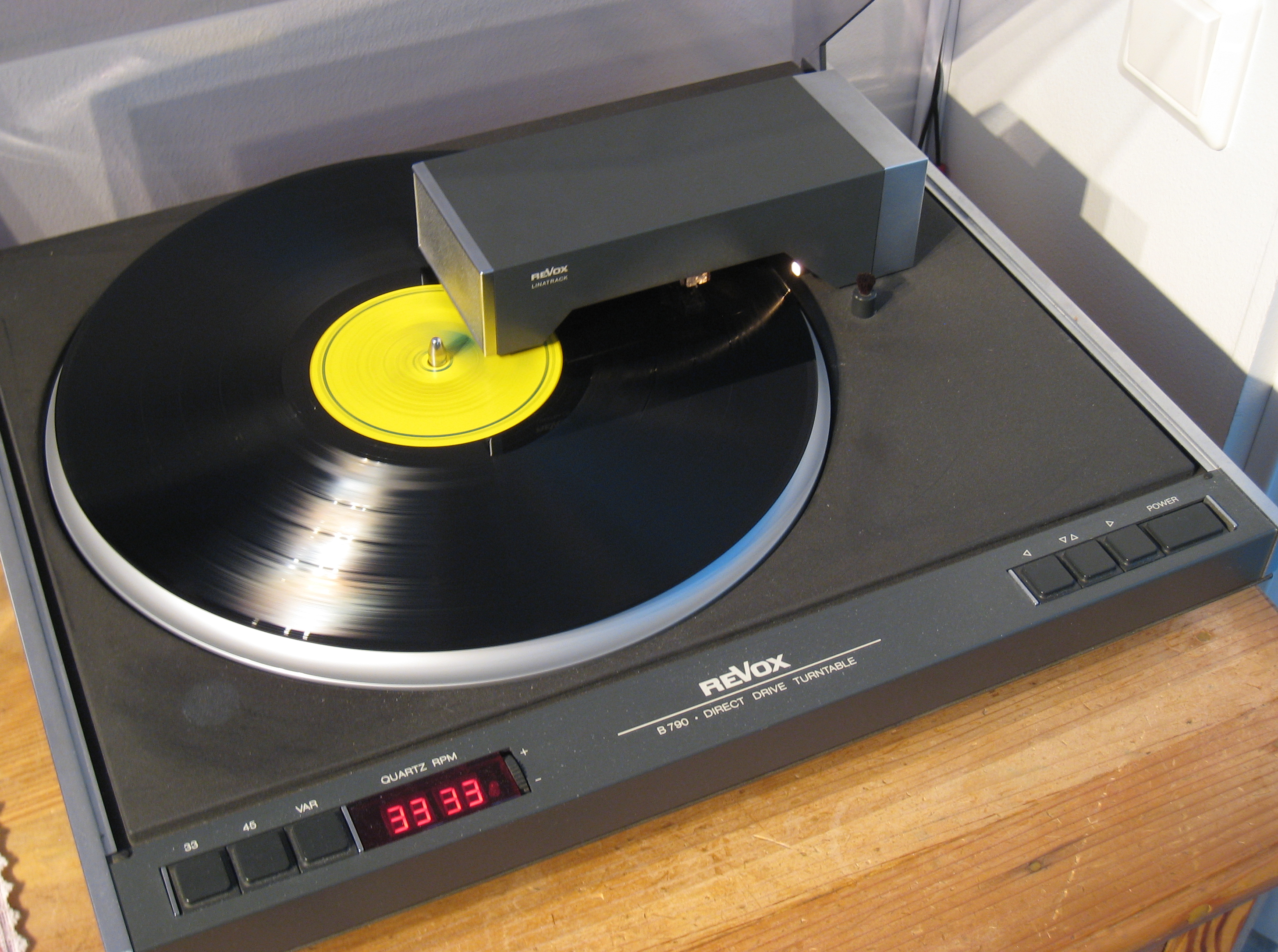
Revox B790, tocadiscos equipado con seguimiento lineal (1977-1982)

En 1967, las grabadoras de cinta de la serie 36 finalizaron con la G36, y fueron sustituidas por la A77 transistorizada con un cabrestante de accionamiento directo servocontrolado. Se fabricaron más de 80.000 grabadoras de la serie 36. La A77, de la que se fabricaron más de 460.000 unidades, se complementó con un amplificador integrado (A78) y un sintonizador de FM (A76). A principios de la década de 1980 se introdujo la serie "B7xx" de componentes de alta fidelidad, que a su vez fue sustituida por la serie B2xx a mediados de la década de 1980. La serie B2xx era versátil (el amplificador B250 ofrecía 10 entradas de señal, cada una con calibración automática de sensibilidad) y con numerosas funciones, con todos sus componentes utilizando microprocesadores. En contraste, la línea "H", donde "H" significa Humano, iba al extremo opuesto, con mandos de control minimalistas: varios componentes "H" contaban con solo tres botones.

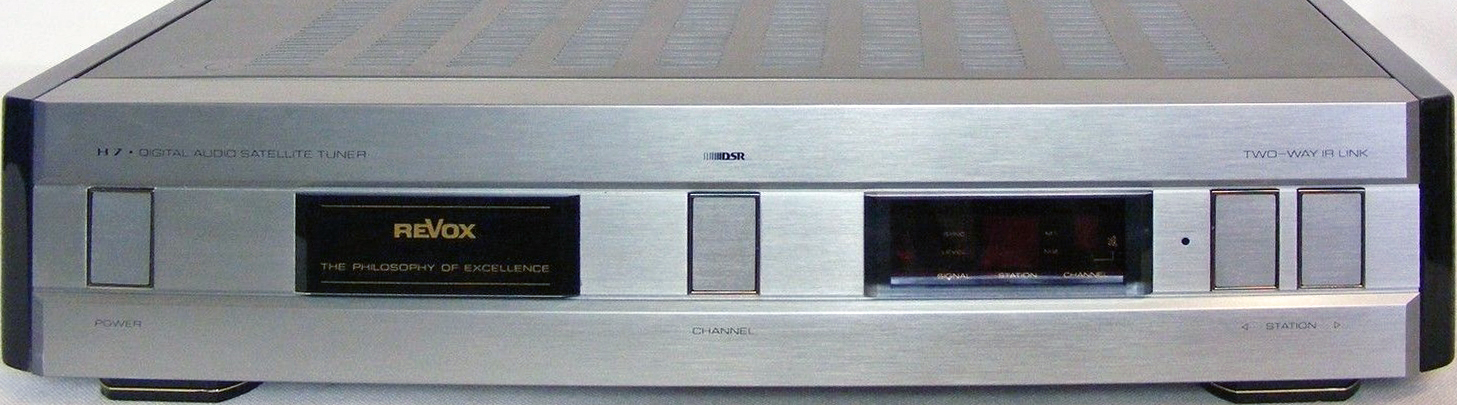
Revox H7, sintonizador digital de la serie H

En 1990, Willi Studer vendió el Grupo Studer Revox a la empresa suiza Motor-Columbus AG, incluyendo todas sus filiales. En 1991, Motor-Columbus dividió el Grupo Studer Revox en Studer (Pro), Revox (Hi-Fi) y una división de Manufactura. Motor-Columbus vendió varias filiales y plantas de producción.
La extensa reorganización culminó con la venta del Grupo Studer a Harman International Industries Inc. en marzo de 1994. El Grupo Revox fue excluido y vendido a inversores privados. El 17 de marzo de 1994, Harman International Industries completó su adquisición, y compró a Motor-Columbus AG el 100% de Studer Revox AG. Harman pagó 100 francos suizos (aproximadamente 70 dólares estadounidenses) por la totalidad de las acciones emitidas y en circulación de Studer Revox, asumiendo la deuda posterior a la adquisición, que ascendía a aproximadamente 23 millones de francos suizos (aproximadamente 16 millones de dólares estadounidenses).

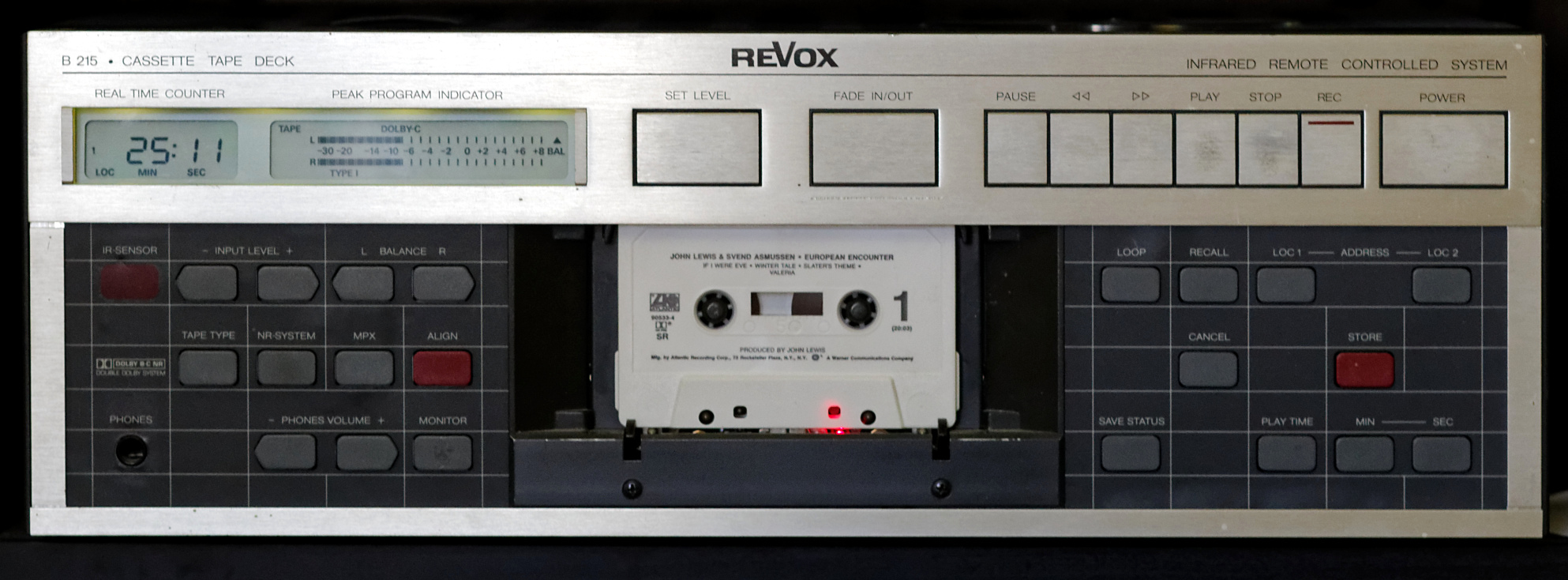
Revox B 215, reproductor de casetes con 4 motores y sin poleas (1985-1992)

El fundador de Revox, Willi Studer, falleció el 1 de marzo de 1996.
El logotipo de la empresa es la palabra "REVOX" en mayúsculas, con una "V" más grande que las demás letras. Cuando se imprime en letra de tamaño fijo, a veces se usa la ortografía "ReVox" con mayúsculas y minúsculas, pero en todas las referencias antiguas y la mayoría de las más recientes, el nombre aparece como "Revox".
Muchos consideran las grabadoras de cinta ReVox de bobina abierta como equipos de audio de alta gama. Las más famosas son la G36 (de válvulas), la A77 (de estado sólido con controles de relé) y la B77 (de estado sólido con control lógico y accionamiento directo). La A700 fue la máquina tope de gama de la década de 1970, y estaba equipada con un cabrestante PLL de cuarzo de 3 velocidades o, como la B77, que apareció en 1979, con velocidad de cinta variable de 2,5 a 22,5 pulgadas por segundo. A la derecha se muestra la PR99 Mk2, una variante de la B77 para usuarios profesionales. Se diferencia de esta última por su entrada/salida de línea equilibrada, contador en tiempo real y localizador automático. La serie PR99 fue sustituida por la serie C270, disponible también en formatos multipista (C274, C278).
Robert Fripp utilizó grabadoras Revox para producir sus grabaciones Frippertronics desde finales de la década de 1970, hasta que las sustituyó por retardos digitales en la década de 1990.

### Grabadoras de casete, reproductores de CD, televisores
Revox también produjo grabadoras de casete de gran prestigio, en particular la B710 y, posteriormente, la B215, que utilizaban el mismo transporte y prácticamente la misma electrónica que las más caras Studer A710 y Studer A721, respectivamente. Cabe destacar que las grabadoras de casete Revox H11 y C115 no son productos Revox ni Studer, sino Philips modelo FC60 con una marca distinta. Por lo tanto, no cumplían con los exigentes estándares de rendimiento de las B710, B215 y H1, diseñadas y fabricadas por Studer.
Del mismo modo, los reproductores de CD Revox B225 y B226 se basaban en gran medida en los reproductores de CD profesionales Studer A725 y A727. Asimismo, los sintonizadores de FM Revox eran casi idénticos a los de los modelos profesionales Studer. Se lanzó una edición limitada del reproductor de CD B226 para celebrar el 40º aniversario de Studer. Apodado "The Signature", presentaba una carcasa negra (en contraste con los B226 con carcasa plateada de aluminio anodizado) y utilizaba un sistema de alto rendimiento Silver Crown del DAC Philips TDA1541, que posteriormente se incluyó en versiones B226-S no Signature.
Revox fue uno de los primeros fabricantes en comercializar un televisor de plasma, el modelo E542, en 1999. Anteriormente, había encargado a Loewe la fabricación de una cantidad limitada de modelos de grabadoras de videocasete S-VHS y VHS, así como televisores CRT con la marca Revox. La empresa francesa Micromega fabricó un reproductor de DVD con la marca Revox (modelo S27).

## Tecnología posterior

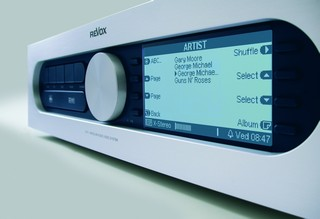
Sistema modular multisala M51

En 2002, Revox introdujo en el mercado el Re:system M51, un sistema modular de audio y vídeo. Este sistema puede proporcionar música a hasta 32 habitaciones en 4 zonas de escucha diferentes. Diferentes módulos permiten al usuario seleccionar las fuentes que desea utilizar en su hogar. Las fuentes (módulos) disponibles para el M51 y el M10 incluyen, entre otras, sintonizador FM, radio por satélite, radio por internet, Multiroom, servidor de audio y audio en línea. Hay soluciones para todas las posibilidades de aplicación imaginables, incluyendo el control mediante productos Apple con las aplicaciones correspondientes. El funcionamiento del sistema Multiroom requiere la disponibilidad del módulo correspondiente y pequeños amplificadores del tipo M219 en las habitaciones remotas. El primer servidor de audio de la compañía, el Revox M57, también se integraba perfectamente con el concepto Multiroom.
El M51 MKII está disponible con dos amplificadores diferentes. La versión analógica ofrece 5 x 60 vatios de potencia, y el amplificador digital de clase D, 5 x 200 vatios.
La serie M se amplió en 2006 con el M10, una solución de rack de 19" como sistema central y fuente de sonido, y en 2010 con el M100, un amplificador estéreo Hi-Fi para audiófilos con 2 x 200 vatios de potencia, sintonizador FM y unidad de DVD en una carcasa extremadamente compacta. Para los modelos M10 y M51 (este último disponible en versión MKII), los módulos insertables son idénticos. Para el M100, los módulos, excepto para el sistema Multiroom, se ofrecen como complementos enchufables al modelo básico.

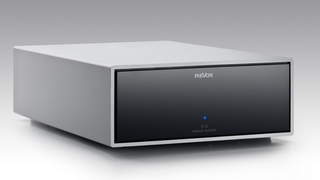
Modelo de receptor Joy S119 (desde 2012)

En el modo Multiroom, el control de las salas se realiza mediante unidades de control de pared M217/M218, los mandos a distancia M207 o M208 o aplicaciones, que temporalmente solo están disponibles para el sistema operativo iOS.
Además del servidor de audio M37 MKII, se presentó en 2011 el servidor multimedia M117. En 2012, Revox Presentó los nuevos receptores de red para audiófilos Revox Joy S120, S119 y S118. La fabricación de estos dispositivos es de gran calidad, y se caracteriza por la selección de materiales nobles como el aluminio y el vidrio.
A principios de 2020, Revox lanzó el nuevo tocadiscos Studiomaster T700 de transmisión por correa, con brazo de fibra de carbono y preamplificador MC integrado. Incluye una cápsula lectora Quintet Bronze de Ortofon.

## El resurgimiento de los reproductores de cintas de bobina continua
En mayo de 2016, Revox anunció el regreso de un reproductor de cintas de bobina continua, que se lanzaría en el primer trimestre de 2017. Fabricado y desarrollado en colaboración con HORCH HOUSE (una división de Lutz Precision k.s.), inicialmente sería un reproductor exclusivamente de reproducción, y posteriormente se incorporaría un grabador/reproductor. En 2024, ReVox anunció el lanzamiento de una nueva grabadora de cinta, basada en la tradición de la línea B77, la B77 MK3. Una grabadora de cinta de alta gama para audiófilos de uso doméstico.

## Altavoces
ReVox lleva más de 40 años fabricando altavoces. El primer altavoz de la firma fue la serie 46 (1970), desarrollado para los antiguos sistemas Hi-Fi A77, A76 y A50. Le siguieron las series AX (1976), BX (1977) y BR (1980). Todos los altavoces se desarrollaron y fabricaron en la planta de Revox en Ewattingen, en la Selva Negra.
En la década de 1980, la compañía produjo numerosos altavoces. Los más famosos fueron el Symbol B (1983), así como el primer altavoz activo Revox, el Agora B (1986). Un hito en el desarrollo de altavoces fueron los dos altavoces activos digitales Scala 4.7 (1994) y Scala 3.6 (1996). En 1980 también se presentó el Triton, uno de los primeros sistemas de subwoofer/satélite para alta fidelidad doméstica. El subwoofer Triton constaba de una caja de 90 kg diseñada para funcionar también como mueble sobre el que se podía colocar toda la serie B7xx (incluido el B77). El sistema Triton fue reemplazado por el Piccolo, más pequeño y compacto, y posteriormente por el Power Cube, una unidad de bajos Piccolo con amplificadores de potencia integrados, control remoto opcional y controlador multisala.
En 1987, Revox adquirió los derechos para fabricar el Stereolith Duetto, un altavoz estéreo de una sola caja. Construido en forma de prisma triangular, el Duetto fue diseñado para complementar, en acústica y estética, la unidad de bajos Piccolo (de funcionamiento pasivo) o el Power Cube (de funcionamiento activo).
La gama actual de Revox incluye una gama muy completa de altavoces, con modelos clásicos de tres vías como el Prestige de las series Re:sound G o Re:sound S, altavoces medianos y pequeños, así como una amplia gama de altavoces de instalación, especialmente adecuados para el ámbito multisala.